# Olszewiec (województwo pomorskie)
Olszewiec (kaszb. Òlszéwc, niem. Wolschewitz) – osada w Polsce położona na Pojezierzu Bytowskim, w województwie pomorskim, w powiecie bytowskim, w gminie Miastko.
W latach 1975–1998 miejscowość administracyjnie należała do województwa słupskiego.